# Ram Garh
Ram Garh – wieś w Pakistanie, w prowincji Pendżab. W 2017 roku liczyła 4468 mieszkańców.